# غريغوريو فونسيكا
غريغوريو فونسيكا (بالإسبانية: Gregorio Fonseca)‏ (26 نوفمبر 1965 في إسبانيا - ) هو لاعب كرة قدم إسباني في مركز الهجوم. شارك مع منتخب إسبانيا تحت 18 سنة لكرة القدم ومنتخب إسبانيا لكرة القدم. أما مع النوادي، فقد لعب مع إسبانيول وريال بلد الوليد ب وريال بلد الوليد ونادي ألباسيتي وسي دي مالقا.

## وصلات خارجية
- غريغوريو فونسيكا على موقع الاتحاد الدولي (مؤرشف)  (الإنجليزية)
- غريغوريو فونسيكا على موقع قاعدة بيانات كرة القدم.إي يو (الإنجليزية)
- غريغوريو فونسيكا على موقع ناشيونال فوتبول تيمز (الإنجليزية)